# パク・ウンビン
パク・ウンビン（ハングル：박은빈、1992年9月4日 - ）は、韓国の女優。西江大学校社会科学部 心理学専攻卒業。

## 来歴
4歳の時に子供服のカタログのモデルとしてデビュー。1998年、6歳の時にドラマ『白夜 3.98』に出演し、本格的に子役活動を始める。2005年に出演したサムスン生命保険のCMで一躍有名になる。
2009年、ドラマ『千秋太后』での演技が評価され、KBS演技大賞青少年演技賞を受賞。
2012年、日本ドラマの韓国リメイク版『プロポーズ大作戦〜Mission to Love〜』で、ヒロインに抜擢される。
2021年、ロマンス史劇『恋慕』で、双子の兄の身代わりとして男装し世子として生きる主人公を演じ、KBS演技大賞で女性人気賞、女性最優秀賞、SF9のロウンと共にベストカップル賞を受賞し三冠を達成した。
2022年、自閉症スペクトラム障害の弁護士を演じ主演を務めたドラマ『ウ・ヨンウ弁護士は天才肌』が社会現象を巻き起こし、Netflixを通じて海外でもブームとなる。この作品で、第59回百想芸術大賞の大賞を個人で受賞した。

## 人物
趣味は映画鑑賞、音楽鑑賞。特技はピアノ、ヴァイオリン。

## 出演

### テレビドラマ
- 愛と別れ（1997年、MBC）
- 白夜 3.98（1998年、SBS） - チェ・サンギュ少佐の娘 役
- 泥棒の娘（2000年、SBS） - キム・ジョンニム 役
- 守護天使（2001年、SBS） - 幼少期のチョン・ダソ 役
- 商道 サンド（2001年、MBC） - 幼少期のイプン 役
- ガラスの靴（2002年、SBS） - 幼少期のウ・スンヒ 役
- 止まらぬ愛（2002年、KBS） - 幼少期のギョンジュ 役
- 威風堂々な彼女（2003年、MBC） - 幼少期のクミ 役
- 王の女（2003年、SBS） - 幼少期のソ・ソンイ 役
- 武人時代（2003年 - 2004年、KBS） - 李義方の娘 役
- ガラスの華（2004年 - 2005年、SBS） - 幼少期のシン・ジス 役
- 秋の夕立（2005年、MBC） - 施設「少年少女の家」の少女 役
- 復活（2005年、KBS） - 幼少期のウナ 役
- 香港エクスプレス（2005年、SBS） - 幼少期のファニ 役
- ソウル1945（2006年、KBS） - 幼少期のソクヒョン 役
- 姉さん（2006年 - 2007年、MBC） - ミン・ジナ 役
- ロビイスト（2007年、SBS） - 幼少期のエバ 役
- 太王四神記（2007年、MBC） - 幼少期のソ・ギハ 役
- 江南ママの教育戦争（2007年、SBS） - イ・ジヨン 役
- 善徳女王（2009年、MBC） - 宝良（ポリャン） 役
- 千秋太后（2009年、KBS） - 幼少期のファンボ・ソル 役
- ドリームハイ（2011年、KBS） - 2018年のヘソン 役
- 階伯（2011年、MBC） - 幼少期のモク・ウンゴ 役
- プロポーズ大作戦〜Mission to Love〜（2012年、TV朝鮮） - ハム・イスル 役[6]
- ホジュン〜伝説の心医〜（2013年、MBC） - イ・ダヒ 役[7]
- 秘密の扉（2014年、SBS） - 恵慶（ヘギョン）宮ホン氏 役[8]
- タンタラ～キミを感じてる（2016年、SBS） - スヒョン 役
- チョコバンク（2016年、SネイバーTV） - ハ・チョコ 役[9]
- 恋のドキドキシェアハウス～青春時代～（2016年、JTBC） - ソン・ジウォン 役[10]
- 江南ロマン・ストリート～お父様、私がお世話します!?～（2016年 - 2017年、MBC） - オ・ドンヒ 役[11]
- 恋のドキドキシェアハウス～青春時代2～（2017年、JTBC） - ソン・ジウォン 役[12]
- 法廷プリンス-イ判サ判-（2017年 - 2018年、SBS） - イ・ジョンジュ 役[13]
- 私だけに見える探偵（2018年、KBS） - チョン・ヨウル 役[14]
- ストーブリーグ（2019年 - 2020年、SBS） - イ・セヨン 役[15]
- ブラームスは好きですか?（2020年、SBS） - チェ・ソンア 役[16]
- 恋慕（2021年、KBS2） - タミ / イ・フィ 役[17]
- ウ・ヨンウ弁護士は天才肌（2022年、ENAチャンネル） - ウ・ヨンウ 役[18]
- 無人島のディーバ（2023年、Netflix） - ソ・モクハ 役
- ハイパーナイフ（2025年、Disney+） - チョン・セオク 役[19]

### 映画
- 少女の祈り（2000年） - 少女 役
- ピアノを弾く大統領（2002年） - 少女 役
- 私の男のロマンス（2004年） - 小学生のヒョンジュ 役
- コ死 2番目の話: 教育実習（2010年） - ユン・ナレ 役
- シークレット・ミッション（2013年） - ユン・ユラン 役[20]
- THE WITCH/魔女 -増殖-　마녀(魔女) Part2. The Other One（2022年） - ギョンヒ 役[21]
- ボストン1947（2023年）- オクリム役

### MC
- ソウルドラマアワード2021（2021年）[22][23]

### MV
- 더 원&태연"별처럼"（2010年）

The One & TaeYeon (SNSD)"Like A Star"

## 賞とノミネート

### 受賞
- 2009年「KBS演技大賞 青少年演技賞」
- 2020年「第33回グリメ賞 最優秀女性演技賞」[24]
- 2020年「SBS演技大賞ミニシリーズファンタジー·ロマンス部門女子最優秀演技賞（『ブラームスは好きですか？』）
- 2020年「SBS演技大賞 ベストカップル賞withキム・ミンジェ」（『ブラームスは好きですか？』）
- 2021年「KBS演技大賞ミニシリーズ部門女子最優秀演技賞」（『恋慕』）
- 2021年「KBS演技大賞 女性人気賞」（『恋慕』）
- 2021年「KBS演技大賞 ベストカップル賞withロウン」（『恋慕』）
- 2022年「第49回韓国放送大賞 最優秀演技賞」（『恋慕』）
- 2023年「第59回百想芸術大賞 大賞」（『ウ・ヨンウ弁護士は天才肌』）[5]

### ノミネート
- 2007年「SBS演技大賞 子役賞」
- 2013年「MBC演技大賞 新人女優賞」[25]
- 2017年「ソウルウェブフェスト映画祭 主演女優賞」
- 2017年「第10回韓国ドラマアワード 新人女優賞」
- 2017年「MBC演技大賞 優秀女優賞」
- 2017年「SBS演技大賞 優秀女優賞」
- 2018年「第14回Soompiアワード ブレイク女優賞」
- 2021年「第7回アジア太平洋スター賞 優秀女優賞」
- 2022年「第58回百想芸術大賞 最優秀女優賞」[26]